# Tecmessa phyllis
Tecmessa phyllis är en fjärilsart som beskrevs av Druce 1900. Tecmessa phyllis ingår i släktet Tecmessa och familjen tandspinnare. Inga underarter finns listade i Catalogue of Life.